# Gemeinschaftsschule Thomas Müntzer

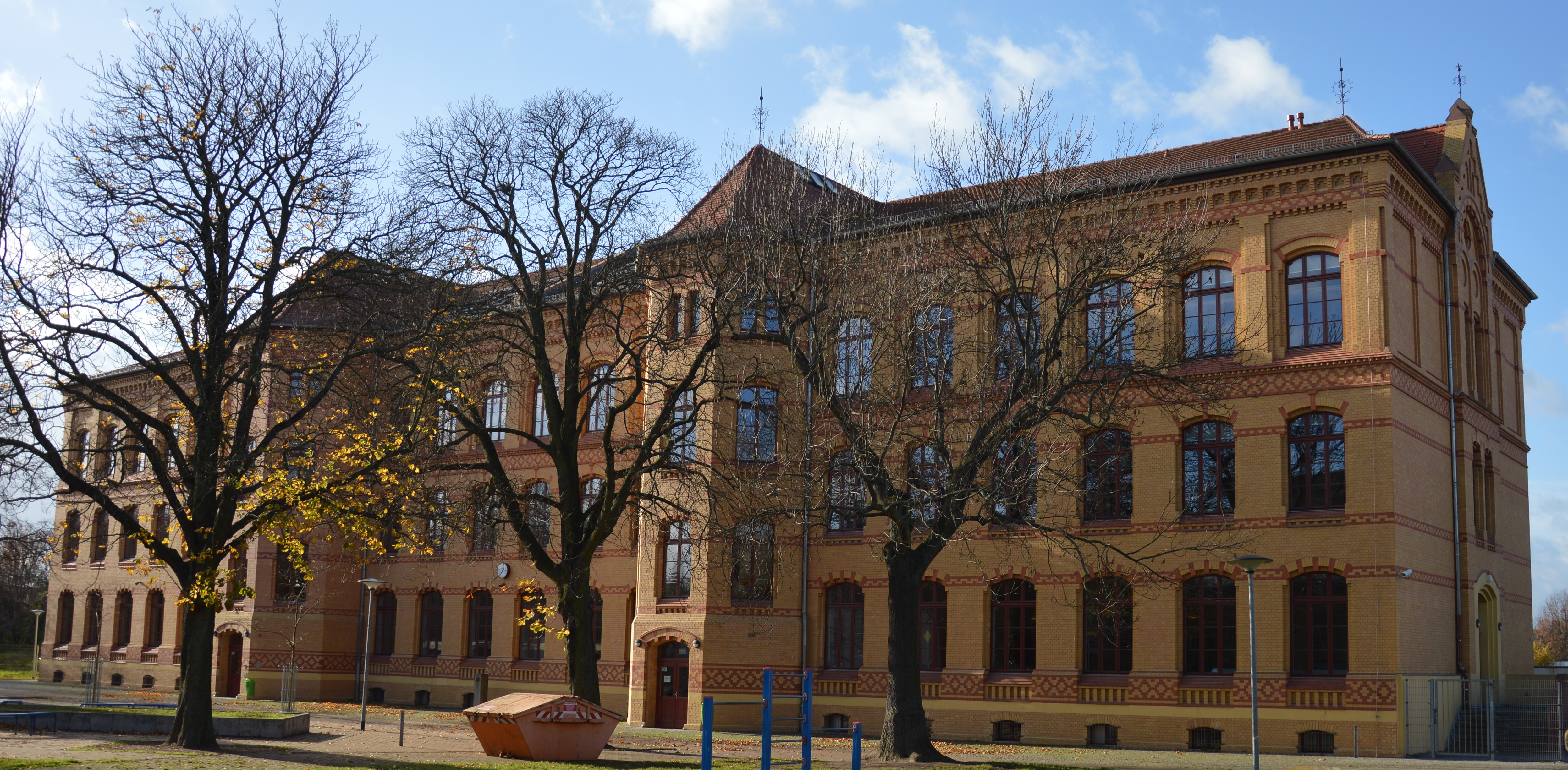
Gemeinschaftsschule Thomas Müntzer

Die Gemeinschaftsschule Thomas Müntzer ist eine Gemeinschaftsschule in Magdeburg in Sachsen-Anhalt.

## Lage
Das denkmalgeschützte Schulgebäude befindet sich an der Adresse Umfassungsstraße 76 a im Westen des Stadtteils Neue Neustadt.

## Architektur und Geschichte
Das doppelte Schulgebäude wurde in den Jahren 1887 bis 1890 als Neue Neustädter 1. Volksmädchen- und 1. Volksknabenschule nach Plänen des Stadtbaurates Otto Peters und des Stadtbauinspektors Emil Jaehn errichtet. Es ist symmetrisch gestaltet und in Nord-Süd-Richtung ausgerichtet. In seinem Grundriss entspricht der Bau vier weiteren Magdeburger Schulgebäuden, die in dieser Zeit entstanden. Lediglich die aus roten und gelben Ziegeln bestehende Fassadengestaltung ist abweichend ausgeführt. Durch rote Backsteine erfolgt eine horizontale Gliederung der Fassade. Die Treppenhäuser treten als zwei schmale Risalite hervor. Auf einer Grundfläche von 740 m² entstanden in drei Geschossen 18 Klassenzimmer und weitere Räumlichkeiten.
Zunächst entstand 1887 der Südteil der Schule. Nach der Fertigstellung wurde dann 1888 der Nordteil gebaut. Die beiden Volksschulen zogen dann 1890 und 1891 ein. 1891 wurde dann die Turnhalle errichtet, in die auch die Dienstwohnungen für zwei Kastellane integriert wurden. Der Turnhallenbau ist niedrig. Die Fassade ist achtachsig angelegt, mit paarweise angeordneten Fenstern. Der Turnhalle ist ein zweigeschossiger Kopfbau vorgelagert.
Im Zweiten Weltkrieg wurde der südliche Teil des Gebäudes schwer beschädigt. Erst 1984/85 erfolgte eine Rekonstruktion. In der Zeit der DDR befand sich im Gebäude eine nach Thomas Müntzer benannte Oberschule. Nach der politischen Wende des Jahres 1989 wurde die Schule in die Sekundarschule Thomas Müntzer, später in eine Gemeinschaftsschule umgewandelt.
Anfang des 21. Jahrhunderts wurden das Schulgebäude sowie der Schulhof saniert. Dabei wurde das Innere umgebaut und die ursprünglich bestehende strikte Trennung der beiden Schulhälften durch den Einbau von Verbindungsfluren aufgehoben.
Im örtlichen Denkmalverzeichnis ist das Gebäude unter der Erfassungsnummer 094 82872 als Schule verzeichnet.